# Liste der denkmalgeschützten Objekte in Spitz (Niederösterreich)
Die Liste der denkmalgeschützten Objekte in Spitz enthält die 102 denkmalgeschützten, unbeweglichen Objekte der Gemeinde Spitz.

## Denkmäler
| Foto |                 | Denkmal | Standort                                              | Beschreibung | Metadaten |
| ---- | --------------- | --- | ----------------------------------------------------- | --- | --- |
| ja   | Datei hochladen | Bauernhaus HERIS-ID: 33998 Objekt-ID: 31856 | Gut am Steg 5 Standort KG: Gut am Steg                | Das Bauernhaus in Gut am Steg 5 verfügt über eine ehemalige Rauchküche. | BDA-Hist.: Q37955462 Status: Bescheid Stand der BDA-Liste: 2025-06-30 Name: Bauernhaus GstNr.: .24/1 |
| ja   | Datei hochladen | Hauerhaus HERIS-ID: 33999 Objekt-ID: 31857 | Gut am Steg 10 Standort KG: Gut am Steg               | Das Hauerhaus in Gut am Steg 10 ist ein zweigeschoßiger, traufständiger Bruchsteinbau, der im Kern aus dem 15./16. Jahrhundert stammt. Seine Ortsteinsgraffitomalerei wurde nach Resten erneuert. Das Haus hat eine ehemalige Rauchküche mit großem Pyramidenkamin. | BDA-Hist.: Q37955475 Status: § 2a Stand der BDA-Liste: 2025-06-30 Name: Hauerhaus GstNr.: .19/1 |
| ja   | Datei hochladen | Ortskapelle HERIS-ID: 74001 Objekt-ID: 87387 | gegenüber Gut am Steg 4 Standort KG: Gut am Steg      | Die im späten 19./frühen 20. Jahrhundert errichtete Ortskapelle von Gut am Steg ist ein schlichter Rechteckbau mit runder Apsis und Dachreiter. | BDA-Hist.: Q38133843 Status: § 2a Stand der BDA-Liste: 2025-06-30 Name: Ortskapelle GstNr.: .32 |
| ja   | Datei hochladen | Ehem. Schloss, Rannahof HERIS-ID: 35008 Objekt-ID: 33590 | Schwallenbach 1 Standort KG: Schwallenbach            | Der Rannahof ist ein wuchtiger, zwei- und dreigeschoßiger, langgestreckter Bau aus unverputztem Bruchsteinmauerwerk mit gedrungenem Südturm, der südlich und westlich eine Umfassungsmauer hat. Die erste urkundliche Erwähnung verweist auf das Jahr 1410 (?). 1454 schenkte Hans von Neidegg die Anlage dem Paulinerkloster Unterranna. Der im Kern mittelalterliche Bau hat Steingewändefenster des späten 16. Jahrhunderts. Der wuchtige Südturm wird von einem Zeltdach bekrönt. Die Innenraumgestaltung wurde in neuerer Zeit ausgeführt. | BDA-Hist.: Q37961150 Status: Bescheid Stand der BDA-Liste: 2025-06-30 Name: Ehem. Schloss, Rannahof GstNr.: .43, 48/1, 48/4, .44 |
| ja   | Datei hochladen | Schloss, Glöckerl vom Schwallenbach HERIS-ID: 35007 Objekt-ID: 33589 | Schwallenbach 27 Standort KG: Schwallenbach           | Das ehemalige Schloss Glöckerl von Schwallenbach gegenüber der Kirche, ein unregelmäßiger, zweigeschoßiger Vierflügelbau des 16. Jahrhunderts mit abgeschrägter Nordostkante, ist um einen annähernd quadratischen Hof angelegt. Südlich erhebt sich dominierend ein Turm. Der Bau hat durchwegs stark übergangene bzw. erneuerte Tür- und Fenstergewände sowie Ortsteinmalerei in Formen des späten 16. Jahrhunderts sowie Schornsteine aus derselben Zeit. Der massive fünfgeschoßige Turm ist in den Südflügel integriert. Er ist durch Steingewändefenster aus der Mitte des 16. Jahrhunderts geöffnet und wird von erneuerten Schwalbenschwanzzinnen bekrönt. | BDA-Hist.: Q37961136 Status: Bescheid Stand der BDA-Liste: 2025-06-30 Name: Schloss, Glöckerl vom Schwallenbach GstNr.: .20 Schloss Schwallenbach |
| ja   | Datei hochladen | Wohnhaus, ehem. Wirtschaftshof HERIS-ID: 45986 Objekt-ID: 47585 | Schwallenbach 28 Standort KG: Schwallenbach           | Der Gutshof südlich neben dem Schloss ist ein breitgelagerter zweigeschoßiger Bau mit kurzen Hofflügeln, einem weiten Korbbogentor vor der Einfahrt und zwei ovalen Stuckrahmen. Sein Baukern stammt aus dem 16. Jahrhundert. | BDA-Hist.: Q38018437 Status: Bescheid Stand der BDA-Liste: 2025-06-30 Name: Wohnhaus, ehem. Wirtschaftshof GstNr.: .21 |
| ja   | Datei hochladen | Kath. Filialkirche hl. Sigismund HERIS-ID: 50537 Objekt-ID: 55619 | gegenüber Schwallenbach 28 Standort KG: Schwallenbach | Die Filialkirche hl. Sigismund in der Ortsmitte von Schwallenbach ist ein spätgotischer Saalbau mit nördlichem Dreiachtelschluss und Südturm. Der hohe und schlanke Saalbau hat über einem hohen Sockel keilförmige, paarweise angeordnete Wandvorlagen mit Kielbogengiebeln und zwei- bis dreibahnigen Maßwerkfenstern mit Fischblasen-, Dreipass- und halben Achtblattformen. An der Westseite befindet sich über einem Schulterbogenportal ein spitzbogiger Blendgiebel mit einem reliefierten und polychromierten Wappen des Seifriedus Ricendorffer. Darüber sind Fragmente einer Wandmalerei mit Darstellung des hl. Georg und seitlich des hl. Christopherus zu sehen, die in der zweiten Hälfte des 15. Jahrhunderts geschaffen wurde. Über einem quadratischen Grundriss erhebt sich der wuchtige hohe Fassadenturm mit Schlitzfenstern, achteckigen Ecktürmchen am Übergang zum Schallgeschoß und steinernem Pyramidenhelm mit Giebelkranz. | BDA-Hist.: Q38040716 Status: § 2a Stand der BDA-Liste: 2025-06-30 Name: Kath. Filialkirche hl. Sigismund GstNr.: .1 Filialkirche Schwallenbach |
| ja   | Datei hochladen | Bergkirchnerhof, derzeit Mesnerhaus HERIS-ID: 74186 Objekt-ID: 87586 | Schwallenbach 30 Standort KG: Schwallenbach           | Der Bergkirchnerhof gegenüber der Filialkirche besteht aus einer Gruppe zweigeschoßiger gotischer Trakte aus Bruchsteinmauerwerk, die zwischen dem 14. und 16. Jahrhundert erbaut wurden und um einen Hof angeordnet sind. Der schmale Straßentrakt stammt vermutlich im Kern aus dem 14. Jahrhundert. Dieser verfügt über erneuerte ornamentale Sgraffitomalerei des 16. Jahrhunderts und hat straßenseitig im Erdgeschoß Schlitzfenster. Nördlich liegt ein zweigeschoßiger Hoftrakt mit Schopfwalmdach, der durch eine Tormauer und einen holzgedeckten Gang über einem Schwiebbogen mit dem Straßentrakt verbunden ist. Hofseitig ist dieser Trakt durch gekuppelte Spitzbogenfenster des 14. Jahrhunderts geöffnet. Innen befindet sich unter anderem ein Raum mit Netzgratgewölbe aus der Mitte des 16. Jahrhunderts. | BDA-Hist.: Q38134225 Status: Bescheid Stand der BDA-Liste: 2025-06-30 Name: Bergkirchnerhof, derzeit Mesnerhaus GstNr.: 8/2, .24/1, .24/2 Bergkirchnerhof, Schwallenbach |
| ja   | Datei hochladen | Straßenwärterhaus HERIS-ID: 35009 Objekt-ID: 33591 | Schwallenbach 43 Standort KG: Schwallenbach           | Das ehemalige Mauthaus an der Donauuferstraße, ein eingeschoßiger Bau aus der zweiten Hälfte des 16. Jahrhunderts, hat im Nordosten einen dreiviertelrunden Teil mit halbem Kegeldach. | BDA-Hist.: Q37961166 Status: Bescheid Stand der BDA-Liste: 2025-06-30 Name: Straßenwärterhaus GstNr.: .6 |
| ja   | Datei hochladen | Hauerhaus HERIS-ID: 73737 Objekt-ID: 87089seit 2018 | Am Hinterweg 2 Standort KG: Spitz                     | | BDA-Hist.: Q105646557 Status: Bescheid Stand der BDA-Liste: 2025-06-30 Name: Hauerhaus GstNr.: 2090/3 |
| ja   | Datei hochladen | Erla(ch)hof, östliches Gebäude und Mühle HERIS-ID: 50599 Objekt-ID: 55719 | Auf der Wehr 19 Standort KG: Spitz                    | Der Erlahof ist ein stattlicher, barocker, ehemaliger Wirtschaftshof, der Ende des 17. bzw. im ersten Drittel des 18. Jahrhunderts errichtet wurde. Die weitläufig um Höfe gruppierten freistehenden Trakte verfügen über markante, den Charakter der Anlage prägende Giebelfassaden. | BDA-Hist.: Q38041112 Status: § 2a Stand der BDA-Liste: 2025-06-30 Name: Erla(ch)hof und Mühle GstNr.: .192/1, .192/3, 542 Spitz Erlahof |
| ja   | Datei hochladen | Wirtschaftsgebäude HERIS-ID: 73777 Objekt-ID: 87130 | Auf der Wehr 21 Standort KG: Spitz                    | Westlich vom Erlahof steht ein eingeschoßiger Bruchsteinbau mit einigen Schlitzfenstern und neuem Walmdach. | BDA-Hist.: Q38133548 Status: § 2a Stand der BDA-Liste: 2025-06-30 Name: Wirtschaftsgebäude GstNr.: .191, 626/1 Spitz Erlahof |
| ja   | Datei hochladen | Erla(ch)hof/Schifffahrtsmuseum HERIS-ID: 73979 Objekt-ID: 87363 | Auf der Wehr 21 Standort KG: Spitz                    | Der Hauptbau des Erlahofes hat geschweifte Giebel und einen mittigen Fassadenturm, in diesem Trakt ist seit 1970 das Schifffahrtsmuseum untergebracht. | BDA-Hist.: Q38133823 Status: § 2a Stand der BDA-Liste: 2025-06-30 Name: Erla(ch)hof/Schifffahrtsmuseum GstNr.: .191 Manor Erlahof |
| ja   | Datei hochladen | Aufnahmsgebäude Spitz an der Donau, Wasserturm und Gütermagazin Wachauer Bahn HERIS-ID: 59310 Objekt-ID: 70511                                                                                     | Bahnhofstraße 2 Standort KG: Spitz                    | In Spitz befindet sich ein Bahnhof der 1909 angelegten Wachauerbahn. Unter Denkmalschutz stehen dort das Aufnahmsgebäude, ein Wasserturm und ein Gütermagazin. | BDA-Hist.: Q38086876 Status: Bescheid Stand der BDA-Liste: 2025-06-30 Name: Aufnahmsgebäude Spitz an der Donau, Wasserturm und Gütermagazin Wachauer Bahn GstNr.: .259, .256, .258, .257 Bahnhofsgebäude Spitz an der Donau                                                              |
| ja   | Datei hochladen | Bürgerhaus HERIS-ID: 73787seit 2025 | Friedhofgasse 1 Standort KG: Spitz                    | Das Haus in der Friedhofgasse 1 ist Teil einer geschlossenen Bebauung, die sich entlang der südlichen Gassenseite erstreckt und im Kern aus dem 16. Jahrhundert stammt. | BDA-Hist.: Q135167695 Status: § 2a Stand der BDA-Liste: 2025-06-30 Name: Bürgerhaus GstNr.: .46 |
| ja   | Datei hochladen | Bürgerhaus, Traunerhaus HERIS-ID: 73788seit 2025 | Friedhofgasse 2 Standort KG: Spitz                    | Im Leitbild Bauen im Welterbe Wachau wird das Traunerhaus im Zusammenhang mit dem Kirchturm im Hintergrund als „typisches Motiv“ für die „malerische Qualität“ des Stadtbildes angeführt, die sich durch wiederholte künstlerische Darstellungen im kulturellen Gedächtnis verankert habe. | BDA-Hist.: Q135167726 Status: § 2a Stand der BDA-Liste: 2025-06-30 Name: Bürgerhaus, Traunerhaus GstNr.: .37, 57/2 |
| ja   | Datei hochladen | Bürgerhaus HERIS-ID: 73789seit 2025 | Friedhofgasse 3 Standort KG: Spitz                    | Das Haus in der Friedhofgasse 3 ist Teil einer geschlossenen Bebauung, die sich entlang der südlichen Gassenseite erstreckt und im Kern aus dem 16. Jahrhundert stammt. | BDA-Hist.: Q135167698 Status: § 2a Stand der BDA-Liste: 2025-06-30 Name: Bürgerhaus GstNr.: .45 |
| ja   | Datei hochladen | Wohnhaus HERIS-ID: 73791seit 2025 | Friedhofgasse 5 Standort KG: Spitz                    | Das Haus in der Friedhofgasse 5 ist Teil einer geschlossenen Bebauung, die sich entlang der südlichen Gassenseite erstreckt und im Kern aus dem 16. Jahrhundert stammt. | BDA-Hist.: Q135183766 Status: § 2a Stand der BDA-Liste: 2025-06-30 Name: Wohnhaus GstNr.: .44 |
| ja   | Datei hochladen | Wohnhaus, Geburtshaus von Karl Mühlberger HERIS-ID: 73792seit 2025 | Friedhofgasse 7 Standort KG: Spitz                    | In diesem Haus wurde 1857 der Komponist Karl Mühlberger geboren. Es ist Teil einer geschlossenen Bebauung, die sich entlang der südlichen Gassenseite erstreckt und im Kern aus dem 16. Jahrhundert stammt. | BDA-Hist.: Q135183767 Status: § 2a Stand der BDA-Liste: 2025-06-30 Name: Wohnhaus, Geburtshaus von Karl Mühlberger GstNr.: .43 |
| ja   | Datei hochladen | Wohnhaus HERIS-ID: 248497seit 2025 | Friedhofgasse 9 Standort KG: Spitz                    | Das Haus in der Friedhofgasse 9 ist Teil einer geschlossenen Bebauung, die sich entlang der südlichen Gassenseite erstreckt und im Kern aus dem 16. Jahrhundert stammt. | BDA-Hist.: Q135183778 Status: § 2a Stand der BDA-Liste: 2025-06-30 Name: Wohnhaus GstNr.: .42 |
| ja   | Datei hochladen | Wohnhaus HERIS-ID: 73793seit 2025 | Friedhofgasse 13 Standort KG: Spitz                   | Das Haus in der Friedhofgasse 13 ist Teil einer geschlossenen Bebauung, die sich entlang der südlichen Gassenseite erstreckt und im Kern aus dem 16. Jahrhundert stammt. | BDA-Hist.: Q135183768 Status: § 2a Stand der BDA-Liste: 2025-06-30 Name: Wohnhaus GstNr.: .40 |
| ja   | Datei hochladen | Keller HERIS-ID: 262237seit 2025 | Friedhofgasse 13, bei Standort KG: Spitz              | | BDA-Hist.: Q135167834 Status: § 2a Stand der BDA-Liste: 2025-06-30 Name: Keller GstNr.: .41/1, .41/2 |
| ja   | Datei hochladen | Wohnhaus HERIS-ID: 248498seit 2025 | Friedhofgasse 15 Standort KG: Spitz                   | Das Haus in der Friedhofgasse 15 ist Teil einer geschlossenen Bebauung, die sich entlang der südlichen Gassenseite erstreckt und im Kern aus dem 16. Jahrhundert stammt. | BDA-Hist.: Q135183779 Status: § 2a Stand der BDA-Liste: 2025-06-30 Name: Wohnhaus GstNr.: .39 |
| ja   | Datei hochladen | Wohnhaus HERIS-ID: 73794seit 2025 | Friedhofgasse 17 Standort KG: Spitz                   | Das Haus in der Friedhofgasse 17 ist Teil einer geschlossenen Bebauung, die sich entlang der südlichen Gassenseite erstreckt und im Kern aus dem 16. Jahrhundert stammt. | BDA-Hist.: Q135183769 Status: § 2a Stand der BDA-Liste: 2025-06-30 Name: Wohnhaus GstNr.: .38 |
| ja   | Datei hochladen | Wohn- und Geschäftshaus HERIS-ID: 73796seit 2025 | Hauptstraße 2 Standort KG: Spitz                      | In Bezug auf das Wohn- und Geschäftshaus Hauptstraße 2 gibt es einen Nennung als Handelshaus aus dem Jahr 1668. | BDA-Hist.: Q135183770 Status: § 2a Stand der BDA-Liste: 2025-06-30 Name: Wohn- und Geschäftshaus GstNr.: .70, .71 |
| ja   | Datei hochladen | Bürgerhaus HERIS-ID: 73798seit 2025 | Hauptstraße 4 Standort KG: Spitz                      | | BDA-Hist.: Q135167699 Status: § 2a Stand der BDA-Liste: 2025-06-30 Name: Bürgerhaus GstNr.: .73, .74 |
| ja   | Datei hochladen | Anbau des ehem. Bürgerspitals HERIS-ID: 50601seit 2025 | Hauptstraße 6 Standort KG: Spitz                      | Der eingeschoßige Anbau an das alte Rathaus bzw. Bürgerspital hat ein Tonziegeldach, das an die polygonale Form des angrenzenden Bauwerks angepasst wurde. Durch die nördlich ansteigende Straße ist es bedingt, dass das Fenster an der rechten Seite etwas höher liegt als die anderen beiden Fenster. | BDA-Hist.: Q135167657 Status: § 2a Stand der BDA-Liste: 2025-06-30 Name: Anbau des ehem. Bürgerspitals GstNr.: .81 Bürgerspital in Spitz, Lower Austria |
| ja   | Datei hochladen | Wohn- und Geschäftshaus HERIS-ID: 248490seit 2025 | Hauptstraße 8 Standort KG: Spitz                      | | BDA-Hist.: Q135183775 Status: § 2a Stand der BDA-Liste: 2025-06-30 Name: Wohn- und Geschäftshaus GstNr.: .85/3, .84/2 |
| ja   | Datei hochladen | Wohn- und Geschäftshaus HERIS-ID: 73802seit 2025 | Hauptstraße 10 Standort KG: Spitz                     | | BDA-Hist.: Q135183771 Status: § 2a Stand der BDA-Liste: 2025-06-30 Name: Wohn- und Geschäftshaus GstNr.: .84/1 |
| ja   | Datei hochladen | Ehem. Rathaus HERIS-ID: 50602seit 2025 | Hauptstraße 12 Standort KG: Spitz                     | Das Alte Rathaus wurde aller Wahrscheinlichkeit nach im 15. Jahrhundert errichtet. Der östliche Teil mit gotischem Fünfachtelschluss ist weitgehend im Originalzustand erhalten. An der Nordwand finden sich Reste eines Freskos von 1523 mit dem Spitzer Marktwappen, das dessen historische Farbgebung dokumentiert, und jenem der Kirchberger, den damaligen Herrschaftsinhabern. Ein Spitzbogenportal mit gotischem Dekor (Kreuzblumen, Krabben, Fialen) sowie ein hofseitig vorspringender turmartiger Bauteil mit dreizinnigem Erker und einem steinernen gotischen Fensterstock sind erhalten. Der zwischen Rathaus und ehemaligem Bürgerspital gelegene Hof wurde durch den Bau des Viadukts der Wachauerbahn stark beeinträchtigt. Das Gebäude beherbergte ehemals eine Kapelle zu den Vierzehn Nothelfern. | BDA-Hist.: Q135167746 Status: § 2a Stand der BDA-Liste: 2025-06-30 Name: Ehem. Rathaus GstNr.: .85/1 |
| ja   | Datei hochladen | Figurenbildstock hl. Johannes Nepomuk mit Baldachin HERIS-ID: 74143 Objekt-ID: 87539 | gegenüber Hauptstraße 29b Standort KG: Spitz          | An der Ecke Hauptstraße-Mittergasse befindet sich unter einem Baldachin mit vier Säulen auf einem Postament eine Steinfigur des hl. Johannes Nepomuk mit Putto. Das Denkmal trägt eine Bezeichnung aus der Mitte des 18. Jahrhunderts. | BDA-Hist.: Q38134123 Status: § 2a Stand der BDA-Liste: 2025-06-30 Name: Figurenbildstock hl. Johannes Nepomuk mit Baldachin GstNr.: 2194/1 |
| ja   | Datei hochladen | Straßenfassade des Gemeindeamts- und Schulgebäudes HERIS-ID: 50603 Objekt-ID: 55724 | Hauptstraße 22 Standort KG: Spitz                     | Das Gemeindeamts- und Schulgebäude wurde 1910 von Eduard Pölz und Anton Schanie in Formen des Heimatstils errichtet. Es hat Schopfwalmdächer, Altane, und Eckerker, eine Vierpfeilerstiege um einen Schacht, ornamentale, farbig ausgeführte Glasfenster und ein 1935 errichtetes Wetterhäuschen. | BDA-Hist.: Q38041131 Status: Bescheid Stand der BDA-Liste: 2025-06-30 Name: Straßenfassade des Gemeindeamts- und Schulgebäudes GstNr.: .254 |
| ja   | Datei hochladen | Wohnhaus und Hauszeichen HERIS-ID: 35055 Objekt-ID: 33658 | Hinterhaus 1 Standort KG: Spitz                       | Das kleine Giebelständige Wohnhaus stammt aus der zweiten Hälfte des 18. Jahrhunderts. Es hat in der Mitte seiner Fassade eine Kapellennische mit Pilasterrahmung. Diese beherbergt eine in Holz gefasste Figurengruppe der Marienkrönung aus dem zweiten Viertel des 18. Jahrhunderts. | BDA-Hist.: Q37961509 Status: Bescheid Stand der BDA-Liste: 2025-06-30 Name: Wohnhaus und Hauszeichen GstNr.: .107 Spitz Hinterhaus 1 |
| ja   | Datei hochladen | Ehem. Gasthaus zum Raben HERIS-ID: 35056 Objekt-ID: 33659 | Hinterhaus 2 Standort KG: Spitz                       | Das ehemalige Gasthaus zum Raben ist ein im Kern im 16. Jahrhundert über unregelmäßigem Grundriss errichteter, dreigeschoßiger, langgestreckter Bau am rechten Ufer des Spitzer Baches. Der Runderker an der Ecke, mit geriefeltem Unterbau und zwei Maskenkonsolsteinen ausgestattet, stammt aus der zweiten Hälfte des 16. Jahrhunderts. Die Fassade ist durch umlaufende Gesimse und Rahmenfelder des 18. Jahrhunderts gegliedert, die zum Teil im 19. Jahrhundert verändert wurden. Der Bau ist durch ein steiles Walmdach mit Gaupen gedeckt. An der Fassade des 1. Stockes steht im Blindfenster rechts vom Erker eine Statue hl. Petrus. Im Erdgeschoß befinden sich ein Flur mit Kreuzgratgewölbe und Stichkappentonne aus dem 16. Jahrhundert sowie ein kreuzgratgewölbter Gang. Das erste Obergeschoß verfügt über ein Tonnengewölbe mit Stichkappen.                                                                                       | BDA-Hist.: Q37961525 Status: Bescheid Stand der BDA-Liste: 2025-06-30 Name: Ehem. Gasthaus zum Raben GstNr.: .120/1 Spitz Hinterhaus 2 |
| ja   | Datei hochladen | Gasthaus, ehem. Schiffmeisterhaus HERIS-ID: 56931 Objekt-ID: 66562 | Hinterhaus 16 Standort KG: Spitz                      | Das ehemalige Schiffmeisterhaus in Spitz wird seit 1680 als Gasthaus geführt. | BDA-Hist.: Q38074209 Status: Bescheid Stand der BDA-Liste: 2025-06-30 Name: Gasthaus, ehem. Schiffmeisterhaus GstNr.: .112/1 Spitz Hinterhaus 16 |
| ja   | Datei hochladen | Bürgerhaus, Ehem. Bäckerei Notz HERIS-ID: 73934seit 2025 | Kirchenplatz 1 Standort KG: Spitz                     | | BDA-Hist.: Q135167725 Status: § 2a Stand der BDA-Liste: 2025-06-30 Name: Bürgerhaus, Ehem. Bäckerei Notz GstNr.: .61 |
| ja   | Datei hochladen | Bürgerhaus HERIS-ID: 73935seit 2025 | Kirchenplatz 2 Standort KG: Spitz                     | | BDA-Hist.: Q135167701 Status: § 2a Stand der BDA-Liste: 2025-06-30 Name: Bürgerhaus GstNr.: .60, 80/2 |
| ja   | Datei hochladen | Bürgerhaus HERIS-ID: 73922seit 2025 | Kirchenplatz 3 Standort KG: Spitz                     | Das Gebäude am Kirchenplatz 3, auch als „Haus am Platz“ bezeichnet, wurde 1668 im Spitzer Grundbuch erstmals urkundlich erwähnt. 1710 gelangte es in Besitz eines Weinhauers und von 1760 bis 1859 wurde darin auch eine Essigsiederei betrieben. Ab 1865 ist eine Nutzung als Gaststätte belegt. | BDA-Hist.: Q135167702 Status: § 2a Stand der BDA-Liste: 2025-06-30 Name: Bürgerhaus GstNr.: .55 |
| ja   | Datei hochladen | Bürgerhaus HERIS-ID: 73951seit 2025 | Kirchenplatz 4 Standort KG: Spitz                     | | BDA-Hist.: Q135167704 Status: § 2a Stand der BDA-Liste: 2025-06-30 Name: Bürgerhaus GstNr.: .53 |
| ja   | Datei hochladen | Bürgerhaus HERIS-ID: 73953seit 2025 | Kirchenplatz 5 Standort KG: Spitz                     | | BDA-Hist.: Q135167705 Status: § 2a Stand der BDA-Liste: 2025-06-30 Name: Bürgerhaus GstNr.: .52 |
| ja   | Datei hochladen | Bürgerhaus HERIS-ID: 248495seit 2025 | Kirchenplatz 7 Standort KG: Spitz                     | | BDA-Hist.: Q135167707 Status: § 2a Stand der BDA-Liste: 2025-06-30 Name: Bürgerhaus GstNr.: .51/1 |
| ja   | Datei hochladen | Bürgerhaus HERIS-ID: 248494seit 2025 | Kirchenplatz 8 Standort KG: Spitz                     | | BDA-Hist.: Q135167708 Status: § 2a Stand der BDA-Liste: 2025-06-30 Name: Bürgerhaus GstNr.: .54 |
| ja   | Datei hochladen | Bürgerhaus HERIS-ID: 73956seit 2025 | Kirchenplatz 9 Standort KG: Spitz                     | | BDA-Hist.: Q135167709 Status: § 2a Stand der BDA-Liste: 2025-06-30 Name: Bürgerhaus GstNr.: .56 |
| ja   | Datei hochladen | Bürgerhaus mit Tormauer, sog. Badstuberhaus HERIS-ID: 73957seit 2025 | Kirchenplatz 10 Standort KG: Spitz                    | | BDA-Hist.: Q135167723 Status: § 2a Stand der BDA-Liste: 2025-06-30 Name: Bürgerhaus mit Tormauer, sog. Badstuberhaus GstNr.: .57, 41 |
| ja   | Datei hochladen | Placidusstöckl HERIS-ID: 73958 Objekt-ID: 87342 | Kirchenplatz 11 Standort KG: Spitz                    | Zu den Merkmalen des sogenannten Placidusstöckels zählen ein Flacherker auf gewellten Kragsteinen und eine gedeckte zweiläufige Außentreppe. | BDA-Hist.: Q38133753 Status: § 2a Stand der BDA-Liste: 2025-06-30 Name: Placidusstöckl GstNr.: .17 |
| ja   | Datei hochladen | Zwei Putti mit Wappen HERIS-ID: 73959 Objekt-ID: 87343 | Kirchenplatz 11, bei Standort KG: Spitz               | Im Pfarrhofgarten östlich der Kirche befinden sich Puttenfiguren mit Wappenkartusche, bezeichnet mit 1734. | BDA-Hist.: Q38133762 Status: § 2a Stand der BDA-Liste: 2025-06-30 Name: Zwei Putti mit Wappen GstNr.: 8 Puttenfiguren Pfarrhofgarten Spitz |
| ja   | Datei hochladen | Kath. Pfarrkirche hl. Mauritius HERIS-ID: 50610 Objekt-ID: 55731 | Kirchenplatz 12, bei Standort KG: Spitz               | Die im östlichen Teil von Spitz gelegene Pfarrkirche hl. Mauritius ist eine spätgotische Hallenkirche mit einem stark aus der Achse geknickten Langchor und vorgestelltem Westturm. | BDA-Hist.: Q2082983 Status: § 2a Stand der BDA-Liste: 2025-06-30 Name: Kath. Pfarrkirche hl. Mauritius GstNr.: .16 Church of Spitz, Lower Austria |
| ja   | Datei hochladen | Pfarrhof mit Pfarrgarten HERIS-ID: 50606 Objekt-ID: 55727 | Kirchenplatz 12 Standort KG: Spitz                    | Der Pfarrhof nördlich der Kirche besteht aus mehreren ein- bis zweigeschoßigen Trakten um einen länglichen, im Nordosten von einer Mauer begrenzten, unregelmäßigen Hof. Der Baukern stammt zum Teil aus dem 15. und 16. Jahrhundert. Im 17. und 18. Jahrhundert wurde die Anlage umgebaut und erweitert. | BDA-Hist.: Q38041141 Status: § 2a Stand der BDA-Liste: 2025-06-30 Name: Pfarrhof und Placidusstöckl mit Freifläche des Innenhofes und des Pfarrgartens, Mauern, Weingartentor, Brunnen und Puttenfiguren GstNr.: .17, 8, 10, 11, 12                                                      |
| ja   | Datei hochladen | Freifläche Friedhofgasse, Hauptstraße, Kirchenplatz, Marktstraße, Rote Torgasse und Schloßgasse HERIS-ID: 262236seit 2025                                                                          | Kirchenplatz 12, bei Standort KG: Spitz               | Unter der Freifläche auf dem Spitzer Kirchenplatz, dem historischen Ortszentrum, befindet sich unter anderem ein alter Friedhof. Von dem durch eine geschlossene Bebauung geprägten Platz zweigen die Friedhofgasse, die Rote-Tor-Gasse und die Marktstraße ab. | BDA-Hist.: Q135167506 Status: § 2a Stand der BDA-Liste: 2025-06-30 Name: Freifläche Friedhofgasse, Hauptstraße, Kirchenplatz, Marktstraße, Rote Torgasse und Schloßgasse GstNr.: 2181, 2185, 2191/1                                                                                      |
| ja   | Datei hochladen | Brunnen mit barocker Figur HERIS-ID: 74155 Objekt-ID: 87552 | bei Kirchenplatz 13 Standort KG: Spitz                | Der Brunnen in der Mitte des Kirchenplatzes wurde im dritten Viertel des 18. Jahrhunderts errichtet. Er hat ein achteckiges Becken und eine Brunnenfigur mit Palmblättern auf einem geschwungenen Sockel. | BDA-Hist.: Q38134173 Status: § 2a Stand der BDA-Liste: 2025-06-30 Name: Brunnen mit barocker Figur GstNr.: 2181 Brunnen am Kirchenplatz, Spitz |
| ja   | Datei hochladen | Mauritiushof mit Mauer der ehem. Marktbefestigung HERIS-ID: 73960 Objekt-ID: 87344 | Kirchenplatz 13 Standort KG: Spitz                    | Der Mauritiushof ist eine zweigeschoßige Anlage mit drei um einen Hof angeordneten Flügeln. An der Front zur Marktstraße hat er einen Breiterker auf Kragsteinen, gekehlte Sohlbänke des 16. Jahrhunderts, ein Rundbogenportal aus dem frühen 16. Jahrhundert und eine tonnengewölbte Einfahrt. Der Hofflügel verfügt an zwei Seiten über Arkadengänge auf abgefasten Pfeilern. Deren Gänge sind mit Kreuzgratgewölben ausgestattet. Im Inneren gibt es Räume mit Stichkappentonnen aus der ersten Hälfte des 16. Jahrhunderts. | BDA-Hist.: Q38133772 Status: Bescheid Stand der BDA-Liste: 2025-06-30 Name: Mauritiushof mit Mauer der ehem. Marktbefestigung GstNr.: 9 Mauritiushof, Spitz |
| ja   | Datei hochladen | Anlage Hotel Mariandl und nördlicher Abschnitt der ehem. Sperrmauer HERIS-ID: 73962seit 2023 | Kremserstraße 2 Standort KG: Spitz                    | Das Hotel Mariandl (vormals Hotel Mieslingtal) wurde 1910 als „Touristenheim“ eröffnet und war das erste Hotel in der Wachau. 1961 wurde es nach dem Film Mariandl benannt, dem es als Drehort diente. | BDA-Hist.: Q119231395 Status: Bescheid Stand der BDA-Liste: 2025-06-30 Name: Anlage Hotel Mariandl und nördlicher Abschnitt der ehem. Sperrmauer GstNr.: .280, 2230 |
| ja   | Datei hochladen | Hirtzbergerhof HERIS-ID: 35053 Objekt-ID: 33656 | Kremserstraße 8 Standort KG: Spitz                    | Der Hirtzbergerhof ist ein Winzerhof mit vierseitigem kleinen Hof. Er ist zweigeschoßig und wird von einem Walmdach gedeckt. In der gestaffelten Front befindet sich ein Rundbogenportal mit aufgedoppelten Türflügeln. Seitlich befinden sich geböschte Streben. Im Obergeschoß ist ein Pietà-Wandbild aus der zweiten Hälfte des 18. Jahrhunderts zu sehen. Im Inneren gibt es tonnengewölbte Räume aus dem 16. Jahrhundert. Ein unterwölbter Hofaufgang führt zu einer Pfeilerarkadur im ersten Obergeschoß. Der Hof ist mit einem Steinplattenboden und einem Brunnen ausgestattet. | BDA-Hist.: Q37961479 Status: Bescheid Stand der BDA-Liste: 2025-06-30 Name: Hirtzbergerhof GstNr.: 2180/1 |
| BW   | Datei hochladen | Villa Lehner HERIS-ID: 73967seit 2025 | Kremserstraße 10 Standort KG: Spitz                   | | BDA-Hist.: Q135183624 Status: Bescheid Stand der BDA-Liste: 2025-06-30 Name: Villa Lehner GstNr.: .251 |
| ja   | Datei hochladen | Dreifaltigkeitsbrunnen HERIS-ID: 74037 Objekt-ID: 87431 | bei Kremserstraße 16 Standort KG: Spitz               | Der Dreifaltigkeitsbrunnen ist eine bildstockartige barocke Brunnenkapelle mit gemauerter Nische aus dem 17. Jahrhundert. | BDA-Hist.: Q38133911 Status: § 2a Stand der BDA-Liste: 2025-06-30 Name: Dreifaltigkeitsbrunnen GstNr.: 2182/1 |
| BW   | Datei hochladen | Ehem. Lesehof mit Einfriedungsmauer HERIS-ID: 74040seit 2025 | Kremserstraße 19 Standort KG: Spitz                   | Der ehemalige Lesehof stammt im Kern aus dem 12. Jahrhundert und wurde später zu einem barocken Landschloss umgestaltet. Das Anwesen ist von einer hohen Einfriedungsmauer umgeben. | BDA-Hist.: Q135167742 Status: § 2a Stand der BDA-Liste: 2025-06-30 Name: Ehem. Lesehof mit Einfriedungsmauer GstNr.: .10, 238/3 |
| ja   | Datei hochladen | Weingartentor zum Pfarrhofgarten HERIS-ID: 74044 Objekt-ID: 87438 | neben Kremserstraße 22 Standort KG: Spitz             | | BDA-Hist.: Q38133921 Status: § 2a Stand der BDA-Liste: 2025-06-30 Name: Weingartentor zum Pfarrhofgarten GstNr.: 8 |
| ja   | Datei hochladen | Eisenbahnstrecke, Wachauer Bahn HERIS-ID: 59311 Objekt-ID: 70512 | Maintingersteig 1 Standort KG: Spitz                  | Die Donauuferbahn wurde 1909 erbaut. Bei ihrer Erbauung wurde Wert auf den Landschaftsschutz gelegt und zu diesem Zweck der Maler und Denkmalpfleger Rudolf Matthias Pichler beigezogen. Geschützt ist vor allem die 34 Kilometer lange Strecke zwischen Krems und Emmersdorf, die ein Teil des UNESCO-Weltkultur- und -naturerbes Wachau ist. | BDA-Hist.: Q64026735 Status: Bescheid Stand der BDA-Liste: 2025-06-30 Name: Eisenbahnstrecke, Wachauer Bahn GstNr.: 2225/2, 2225/3, 2225/4, 2225/5, 2225/6, 2280, 2225/1, 2308 Donauuferbahn (Wachau)                                                                                    |
| ja   | Datei hochladen | Amtsgebäude, ehem. Bezirksgericht HERIS-ID: 50607seit 2025 | Marktstraße 2 Standort KG: Spitz                      | | BDA-Hist.: Q135167656 Status: § 2a Stand der BDA-Liste: 2025-06-30 Name: Amtsgebäude, ehem. Bezirksgericht GstNr.: .221 |
| ja   | Datei hochladen | Kriegerdenkmal HERIS-ID: 74142 Objekt-ID: 87538 | Ecke Marktstraße / Kremserstraße Standort KG: Spitz   | In Spitz befindet sich ein Kriegerdenkmal zur Erinnerung an die Opfer der beiden Weltkriege. Die Skulptur schuf Paul Paintl. | BDA-Hist.: Q38134114 Status: § 2a Stand der BDA-Liste: 2025-06-30 Name: Kriegerdenkmal GstNr.: .12, 2181 Kriegerdenkmal Spitz |
| ja   | Datei hochladen | Wohnhaus HERIS-ID: 74055seit 2025 | Marktstraße 3 Standort KG: Spitz                      | Das Haus in der Marktstraße 3 ist im Kern über 500 Jahre alt. Im Eingangsbereich ist eine spätgotische Tür aus Schmiedeeisen zu sehen, die bei einem Umbau entdeckt wurde. | BDA-Hist.: Q135183772 Status: § 2a Stand der BDA-Liste: 2025-06-30 Name: Wohnhaus GstNr.: .69 |
| BW   | Datei hochladen | Bürgerhaus HERIS-ID: 253860seit 2025 | Marktstraße 5 Standort KG: Spitz                      | | BDA-Hist.: Q135167711 Status: § 2a Stand der BDA-Liste: 2025-06-30 Name: Bürgerhaus GstNr.: .68 |
| ja   | Datei hochladen | Bürgerhaus HERIS-ID: 74056seit 2025 | Marktstraße 7 Standort KG: Spitz                      | Das Haus Marktstraße 7 ist an der Fassade mit der Jahreszahl 1692 bezeichnet. | BDA-Hist.: Q135167712 Status: § 2a Stand der BDA-Liste: 2025-06-30 Name: Bürgerhaus GstNr.: .67 |
| BW   | Datei hochladen | Bürgerhaus HERIS-ID: 74057seit 2025 | Marktstraße 7a Standort KG: Spitz                     | | BDA-Hist.: Q135167714 Status: § 2a Stand der BDA-Liste: 2025-06-30 Name: Bürgerhaus GstNr.: .66/2 |
| ja   | Datei hochladen | Bürgerhaus HERIS-ID: 248488seit 2025 | Marktstraße 9 Standort KG: Spitz                      | | BDA-Hist.: Q135167716 Status: § 2a Stand der BDA-Liste: 2025-06-30 Name: Bürgerhaus GstNr.: .65, .66/1, .66/3 |
| ja   | Datei hochladen | Ehem. Aggsteiner Hof mit Presshausstöckl HERIS-ID: 35058 Objekt-ID: 33661 | Marktstraße 11 Standort KG: Spitz                     | Der ehemalige Aggsteiner Hof ist eine zweigeschoßige Anlage über hakenförmigem Grundriss, die im Kern aus dem 16. Jahrhundert stammt. Der südliche Flügel ist mit 1851 bezeichnet. Der Bau verfügt über Wandmalereien in Kartuschenrahmungen mit Abbildungen von Maria Immaculata, dem hl. Sebastian und dem hl. Rochus, die von Anton Meyer angefertigt wurden und mit 1799 bezeichnet sind. Innen befinden sich tonnengewölbte Räume. Im Obergeschoß ist ein Stuckspiegel des 18. Jahrhunderts zu sehen. Zu dem Komplex gehört ein platzlgewölbtes Presshausstöckl aus der zweiten Hälfte des 18. Jahrhunderts mit Volutengiebeln und einer mit 1775 bezeichneten Presse. | BDA-Hist.: Q37961561 Status: Bescheid Stand der BDA-Liste: 2025-06-30 Name: Ehem. Aggsteiner Hof mit Presshausstöckl GstNr.: .64, 81 |
| ja   | Datei hochladen | Bürgerhaus HERIS-ID: 74058 Objekt-ID: 87452 | Marktstraße 13 Standort KG: Spitz                     | Das zweigeschoßige Bürgerhaus in der Marktstraße 13 stammt im Kern aus dem 16./17. Jahrhundert. Seine Fassade wurde im dritten Viertel des 19. Jahrhunderts gestaltet. Das Haus hat in beiden Geschoßen Tonnengewölbe und Platzlgewölbe zwischen Gurten aus der zweiten Hälfte des 18. Jahrhunderts. | BDA-Hist.: Q38133940 Status: Bescheid Stand der BDA-Liste: 2025-06-30 Name: Bürgerhaus GstNr.: .63 |
| ja   | Datei hochladen | Bürgerhaus HERIS-ID: 74059 Objekt-ID: 87453 | Marktstraße 15 Standort KG: Spitz                     | Das Haus in der Marktstraße 15 wurde um 1800 errichtet. | BDA-Hist.: Q38133951 Status: Bescheid Stand der BDA-Liste: 2025-06-30 Name: Bürgerhaus GstNr.: .62 |
| ja   | Datei hochladen | Ehem. Bürgerspital mit Kapelle zu den 14 Nothelfern HERIS-ID: 50608seit 2025 | Obere Gasse 1 Standort KG: Spitz                      | Wann genau das eng mit dem alten Rathaus verbundene Bürgerspital in Spitz errichtet wurde, ist nicht bekannt. Erstmals urkundlich erwähnt wurde es im Jahr 1419. | BDA-Hist.: Q64554235 Status: § 2a Stand der BDA-Liste: 2025-06-30 Name: Ehem. Bürgerspital mit Kapelle zu den 14 Nothelfern GstNr.: .80, .85/3 Bürgerspital in Spitz, Lower Austria |
| ja   | Datei hochladen | Wohnhaus HERIS-ID: 74070seit 2025 | Obere Gasse 2 Standort KG: Spitz                      | | BDA-Hist.: Q135183773 Status: § 2a Stand der BDA-Liste: 2025-06-30 Name: Wohnhaus GstNr.: .76 |
| ja   | Datei hochladen | Rampe mit Gusseisengeländer und Keller HERIS-ID: 74071 Objekt-ID: 87465 | bei Obere Gasse 2 Standort KG: Spitz                  | In der Oberen Gasse führt vor dem Haus mit der Nummer 2 eine Rampe mit Gusseisengeländer zur Hauptstraße. | BDA-Hist.: Q38133976 Status: § 2a Stand der BDA-Liste: 2025-06-30 Name: Rampe mit Gusseisengeländer und Keller GstNr.: 2194/3 Rampe mit Gusseisengeländer, Spitz |
| ja   | Datei hochladen | Musikheim der Trachtenkapelle HERIS-ID: 74073 Objekt-ID: 87467 | Obere Gasse 3 Standort KG: Spitz                      | Das Musikheim der Trachtenkapelle hat einen polygonalen Eckturm mit Laternenaufsatz. | BDA-Hist.: Q38133987 Status: § 2a Stand der BDA-Liste: 2025-06-30 Name: Musikheim der Trachtenkapelle GstNr.: .249 |
| ja   | Datei hochladen | Brückenwaagenhäuschen HERIS-ID: 74081 Objekt-ID: 87475 | bei Obere Gasse 3 Standort KG: Spitz                  | Das Brückenwaagenhäuschen und die zugehörige Brückenwaage wurden im frühen 20. Jahrhundert errichtet. | BDA-Hist.: Q38134018 Status: § 2a Stand der BDA-Liste: 2025-06-30 Name: Brückenwaagenhäuschen GstNr.: 2194/3 |
| ja   | Datei hochladen | Wohnhaus HERIS-ID: 35059 Objekt-ID: 33662 | Ottenschlägerstraße 2 Standort KG: Spitz              | Das Wohnhaus in der Ottenschlägerstraße 2 ist ein zweigeschoßiger, traufständiger, der Straßenkrümmung folgender Bau mit Schopfwalmdach. Es verfügt über eine spätmittelalterliche, im frühen 16. Jahrhundert angefertigte, 1932 aufgedeckte und stark restaurierte Fassadenmalerei, auf der eine Darstellung des hl. Georg neben weiteren Fragmenten erhalten ist. | BDA-Hist.: Q37961576 Status: Bescheid Stand der BDA-Liste: 2025-06-30 Name: Wohnhaus GstNr.: .121 Spitz Ottenschlägerstraße 2 |
| ja   | Datei hochladen | Wohnhaus HERIS-ID: 35060 Objekt-ID: 33663 | Ottenschlägerstraße 14 Standort KG: Spitz             | Das Gebäude in der Ottenschlägerstraße 14 ist ein zweigeschoßiges traufständiges Wohnhaus des 16. Jahrhunderts mit seitlichem Flacherker auf Konsolen. Es verfügt über spätgotische Fenstergewände, schmiedeeiserne Fensterkörbe aus dem 18. Jahrhundert, Schornsteine mit durchbrochenen Köpfen und über Dachgaupen. | BDA-Hist.: Q37961591 Status: Bescheid Stand der BDA-Liste: 2025-06-30 Name: Wohnhaus GstNr.: 152/3 Spitz Ottenschlägerstraße 14 |
| ja   | Datei hochladen | Hauerhaus HERIS-ID: 35061 Objekt-ID: 33664 | Radlbach 2 Standort KG: Spitz                         | Das spätgotische Hauerhaus ist ein langgestreckter, zweigeschoßiger, traufständiger Bau, der zum Teil unverputztes Bruchsteinmauerwerk zeigt. An den Schmalseiten hat es Schopfwalme. Zu den weiteren Merkmalen zählen ein Flacherker auf Steinkonsolen, eine Freitreppe und ein abgefastes Schulterbogenportal aus dem ersten Viertel des 16. Jahrhunderts. | BDA-Hist.: Q37961607 Status: Bescheid Stand der BDA-Liste: 2025-06-30 Name: Hauerhaus GstNr.: .141 |
| ja   | Datei hochladen | Ehem. Schiffmeisterhaus HERIS-ID: 35062 Objekt-ID: 33665 | Rollfährestraße 1 Standort KG: Spitz                  | Das ehemalige Schiffmeisterhaus in Spitz stammt im Kern aus dem 16. Jahrhundert. Es ist ein zweigeschoßiger traufständiger Bau mit einem Flacherker auf Wandpfeilern. Es hat eine leicht gekrümmte Front mit einer Gliederung des frühen 19. Jahrhunderts. Zu den Merkmalen zählen ein genutetes Erdgeschoß, Ortsteinquaderung, gebänderte Lisenen, gekehltes Kranzgesims und Dachgaupen. | BDA-Hist.: Q37961631 Status: Bescheid Stand der BDA-Liste: 2025-06-30 Name: Ehem. Schiffmeisterhaus GstNr.: .87/1 |
| ja   | Datei hochladen | Hauerhaus mit Tormauer HERIS-ID: 74115seit 2025 | Rote Torgasse 1 Standort KG: Spitz                    | Der Hof Rote Torgasse 1 stammt aus dem Jahr 1668. | BDA-Hist.: Q135167787 Status: § 2a Stand der BDA-Liste: 2025-06-30 Name: Hauerhaus mit Tormauer GstNr.: 40/2 |
| ja   | Datei hochladen | Grossingerhof HERIS-ID: 74116seit 2025 | Rote Torgasse 2 Standort KG: Spitz                    | Der Grossingerhof ist an der Fassade mit der Jahreszahl 1787 bezeichnet. | BDA-Hist.: Q135167782 Status: § 2a Stand der BDA-Liste: 2025-06-30 Name: Grossingerhof GstNr.: 16/2 |
| ja   | Datei hochladen | Wohnhaus HERIS-ID: 261316seit 2025 | Rote Torgasse 4 Standort KG: Spitz                    | | BDA-Hist.: Q135183781 Status: § 2a Stand der BDA-Liste: 2025-06-30 Name: Wohnhaus GstNr.: .24/1 |
| BW   | Datei hochladen | Wohnhaus HERIS-ID: 248493seit 2025 | Rote Torgasse 5 Standort KG: Spitz                    | | BDA-Hist.: Q135183776 Status: § 2a Stand der BDA-Liste: 2025-06-30 Name: Wohnhaus GstNr.: .20 |
| BW   | Datei hochladen | Wohnhaus mit ehem. Stallgebäude und Einfriedungsmauer HERIS-ID: 261315seit 2025 | Rote Torgasse 6 Standort KG: Spitz                    | | BDA-Hist.: Q135183782 Status: § 2a Stand der BDA-Liste: 2025-06-30 Name: Wohnhaus mit ehem. Stallgebäude und Einfriedungsmauer GstNr.: .24/2 |
| ja   | Datei hochladen | Wohnhaus HERIS-ID: 248492seit 2025 | Rote Torgasse 7 Standort KG: Spitz                    | | BDA-Hist.: Q135183777 Status: § 2a Stand der BDA-Liste: 2025-06-30 Name: Wohnhaus GstNr.: .21 |
| ja   | Datei hochladen | Tormauer HERIS-ID: 74119seit 2025 | Rote Torgasse 8 Standort KG: Spitz                    | | BDA-Hist.: Q135167886 Status: § 2a Stand der BDA-Liste: 2025-06-30 Name: Tormauer GstNr.: .27 |
| ja   | Datei hochladen | Ehem. Badhaus HERIS-ID: 35054 Objekt-ID: 33657 | Rote Torgasse 9 Standort KG: Spitz                    | Das ehemalige Badhaus stammt im Kern aus dem 15. Jahrhundert. Der kubisch geschlossene, dreigeschoßige Bau ist durch ein Walmdach gedeckt. Südlich und östlich erhebt sich eine Umfriedungsmauer mit vermauerten rechteckigen Fenstern mit spätgotisch profilierten Rahmungen. Eines der Fenster ist im Sturz mit 1541 bezeichnet. | BDA-Hist.: Q37961494 Status: Bescheid Stand der BDA-Liste: 2025-06-30 Name: Ehem. Badhaus GstNr.: .22 |
| ja   | Datei hochladen | Hauerhaus mit Einfriedungsmauer, Laglerhof HERIS-ID: 74120seit 2025 | Rote Torgasse 10 Standort KG: Spitz                   | Auf dem Hof Rote Torgasse 10 ist seit 1789 das Weingut Lagler belegt. | BDA-Hist.: Q135167784 Status: § 2a Stand der BDA-Liste: 2025-06-30 Name: Hauerhaus mit Einfriedungsmauer, Laglerhof GstNr.: .28 |
| ja   | Datei hochladen | Wohnhaus HERIS-ID: 74122seit 2025 | Rote Torgasse 11 Standort KG: Spitz                   | | BDA-Hist.: Q135183774 Status: § 2a Stand der BDA-Liste: 2025-06-30 Name: Wohnhaus GstNr.: .25, 23 |
| ja   | Datei hochladen | Wohnhaus HERIS-ID: 261314seit 2025 | Rote Torgasse 13 Standort KG: Spitz                   | | BDA-Hist.: Q135183780 Status: § 2a Stand der BDA-Liste: 2025-06-30 Name: Wohnhaus GstNr.: .26 |
| ja   | Datei hochladen | Bürgerhaus mit Stützmauer HERIS-ID: 74124seit 2025 | Schloßgasse 1 Standort KG: Spitz                      | | BDA-Hist.: Q135167720 Status: § 2a Stand der BDA-Liste: 2025-06-30 Name: Bürgerhaus mit Stützmauer GstNr.: 44, 47, .47, 43 |
| ja   | Datei hochladen | Markttor HERIS-ID: 74127 Objekt-ID: 87522 | Schloßgasse 2, bei Standort KG: Spitz                 | Die Tormauer nordwestlich des unteren Schlosses wurde im 17. Jahrhundert umgebaut. | BDA-Hist.: Q38134086 Status: § 2a Stand der BDA-Liste: 2025-06-30 Name: Markttor GstNr.: 2185 |
| ja   | Datei hochladen | Wohnhaus, ehem. Kindergarten HERIS-ID: 50609 Objekt-ID: 55730 | Schloßgasse 2 Standort KG: Spitz                      | Der ehemalige Kindergarten ist ein zweigeschoßiger kubischer Bau mit Schopfwalmdach aus der Zeit um 1900. | BDA-Hist.: Q38041161 Status: Bescheid Stand der BDA-Liste: 2025-06-30 Name: Wohnhaus, ehem. Kindergarten GstNr.: .248 |
| ja   | Datei hochladen | Schloss Niederhaus/sog. Unteres Schloss mit den Schwibbögen über der Schloßgasse, der Freifläche des Innenhofes und der umfriedeten Freifläche des Schlossgartens HERIS-ID: 35063 Objekt-ID: 33666 | Schloßgasse 3 Standort KG: Spitz                      | Schloss Niederhaus – das sogenannte Untere Schloss – ist eine vierseitige zweigeschoßige Anlage mit geknickter Ostfront. Der Nordflügel stammt im Kern aus dem 15. Jahrhundert. Der Nordwestecke vorgestellt ist die ehemalige Schlosskirche, von der nur noch eine Ruine erhalten ist. | BDA-Hist.: Q37961655 Status: Bescheid Stand der BDA-Liste: 2025-06-30 Name: Schloss Niederhaus/sog. Unteres Schloss mit den Schwibbögen über der Schloßgasse, der Freifläche des Innenhofes und der umfriedeten Freifläche des Schlossgartens GstNr.: .50/1, 45, 2181 Schloss Niederhaus |
| ja   | Datei hochladen | Ehem. Turnierplatz von Schloss Niederhaus mit Umfassungsmauer, Portal und Freitreppe HERIS-ID: 74126 Objekt-ID: 87521                                                                              | gegenüber Schloßgasse 3 Standort KG: Spitz            | Nordöstlich von Schloss Niederhaus verläuft die in der zweiten Hälfte des 16. Jahrhunderts errichtete Umfassungsmauer des ehemaligen Schlossgartens mit zwei runden Ecktürmchen unter Kegeldächern. Südlich erhebt sich eine gequaderte Portalmauer mit Beschlagwerkdekor in der Attika, die aus der Zeit um 1600 stammt. | BDA-Hist.: Q38134077 Status: § 2a Stand der BDA-Liste: 2025-06-30 Name: Ehem. Turnierplatz von Schloss Niederhaus mit Umfassungsmauer, Portal und Freitreppe GstNr.: 37/1, 37/3 |
| ja   | Datei hochladen | Ehem. protestantische Schlosskirche/sog. Judentempel HERIS-ID: 74125 Objekt-ID: 87520 | Schloßgasse 5, bei Standort KG: Spitz                 | Vom ursprünglich freistehenden Rechteckbau der ehemaligen protestantischen Schlosskirche sind die Außenmauern teilweise erhalten. An der Ostfront befindet sich ein Rundbogenportal mit einer durch Felder gegliederten Rahmung, Rautung und Rosettenbesatz, Fries mit Wellenranken, Perlstab und Cymabegleitung aus dem frühen 17. Jahrhundert. Innen führt an der Westseite ein Portal, das unter Verwendung von Teilen der ehemaligen Schlosskirche hergestellt wurde, zu einem später angelegten Keller. Dieses verfügt über ein Korbbogengewände und ein Zahnschnittfries und hat seitlich geböschte Pfeiler mit je einem Engelkopfrelief. | BDA-Hist.: Q38134070 Status: § 2a Stand der BDA-Liste: 2025-06-30 Name: Ehem. protestantische Schlosskirche/sog. Judentempel GstNr.: .48 |
| ja   | Datei hochladen | Hauerhaus, Sonnhof HERIS-ID: 74134 Objekt-ID: 87529 | Zornberg 2 Standort KG: Spitz                         | | BDA-Hist.: Q38134105 Status: Bescheid Stand der BDA-Liste: 2025-06-30 Name: Hauerhaus, Sonnhof GstNr.: .182 Spitz Zornberg 2 |
| ja   | Datei hochladen | Bildstock HERIS-ID: 74145 Objekt-ID: 87541 | Standort KG: Spitz                                    | Auf dem wuchtigen, abgefasten Pfeiler in spätmittelalterlichen Formen thront ein erneuerter Quaderaufsatz mit Kreuzdach. | BDA-Hist.: Q38134152 Status: § 2a Stand der BDA-Liste: 2025-06-30 Name: Bildstock GstNr.: 2182/2 Bildstock beim Roten Tor, Spitz |
| ja   | Datei hochladen | Markttor, Rotes Tor/Schwedentor HERIS-ID: 74150 Objekt-ID: 87546 | Standort KG: Spitz                                    | Das Rote Tor nördlich außerhalb des Ortes war ein Teil der mittelalterlichen Stadtbefestigung. | BDA-Hist.: Q38134161 Status: § 2a Stand der BDA-Liste: 2025-06-30 Name: Markttor, Rotes Tor/Schwedentor GstNr.: 2182/2 Rotes Tor, Spitz |
| ja   | Datei hochladen | Bildstock HERIS-ID: 74157 Objekt-ID: 87554 | Standort KG: Spitz                                    | Der Findling ist mit 1805 bezeichnet und von einem Schmiedeeisenkreuz bekrönt. | BDA-Hist.: Q38134185 Status: § 2a Stand der BDA-Liste: 2025-06-30 Name: Bildstock GstNr.: 1651 |
| ja   | Datei hochladen | Friedhof christlich HERIS-ID: 73783 Objekt-ID: 87136 | bei Friedhofgasse 19 Standort KG: Spitz               | Der Friedhof von Spitz ist eine ursprünglich protestantische Anlage des frühen 17. Jahrhunderts, die 1653 den Katholiken übergeben wurde. Er hat eine massive Umfassungsmauer mit geböschten Strebepfeilern. In der Mitte der westlichen Umfassungsmauer erhebt sich der sogenannte Pastorenturm. | BDA-Hist.: Q38133565 Status: § 2a Stand der BDA-Liste: 2025-06-30 Name: Friedhof christlich GstNr.: 68 Friedhof Spitz, Lower Austria |
| ja   | Datei hochladen | Nischenkapelle mit Kruzifix HERIS-ID: 73784 Objekt-ID: 87137 | östlich Quitten 1 Standort KG: Spitz                  | An der Außenseite der Friedhofsmauer ist eine Nische mit einem Steinkruzifix aus dem 18. Jahrhundert zu sehen. | BDA-Hist.: Q38133574 Status: § 2a Stand der BDA-Liste: 2025-06-30 Name: Nischenkapelle mit Kruzifix GstNr.: 68 |
| ja   | Datei hochladen | Pastorenturm HERIS-ID: 73782 Objekt-ID: 87135 | östlich Quitten 1 Standort KG: Spitz                  | Der sogenannte Pastorenturm in der Mitte der westlichen Friedhofsmauer ist ein dreigeschoßiger Turm, dessen Erdgeschoß in vier Arkaden aufgelöst ist. Er wird von einem Pyramidenhelm bekrönt. An der Ostseite hat er eine Außenkanzel auf geschweiften Konsolen, die über eine Außentreppe erreichbar ist. Im Erdgeschoß sind mehrere Wappengrabsteine eingemauert. | BDA-Hist.: Q38133559 Status: § 2a Stand der BDA-Liste: 2025-06-30 Name: Pastorenturm GstNr.: 68 Pastorenturm, Spitz, Lower Austria |
| ja   | Datei hochladen | Burgruine Hinterhaus HERIS-ID: 35057 Objekt-ID: 33660 | Hinterhaus 18, westlich Standort KG: Spitz            | Die Burgruine Hinterhaus ist eine langgestreckte, in Teilen romanische Anlage zwischen dem Spitzer Graben und der Donau. | BDA-Hist.: Q1704301 Status: Bescheid Stand der BDA-Liste: 2025-06-30 Name: Burgruine Hinterhaus GstNr.: .201 Ruine Hinterhaus |